# Saïansk
Saïansk (en russe : Саянск) est une ville de l'oblast d'Irkoutsk, en Russie. Sa population s'élevait à 38 889 habitants en 2021.

## Géographie
Saïansk se trouve au sud de la Sibérie, sur les bords de la rivière Oka, à 270 km au nord-ouest d'Irkoutsk.

## Histoire
Saïansk est fondée en 1970 dans le cadre de la construction d'un nouveau complexe chimique. Elle accède au statut de commune urbaine en 1975 et à celui de ville en 1985.

## Population
Recensements ou estimations de la population
| 1979* | 1989*  | 2002*  | 2010*  | 2012   | 2013   | 2014   |
| ----- | ------ | ------ | ------ | ------ | ------ | ------ |
| 8 363 | 38 169 | 43 468 | 40 786 | 39 895 | 39 453 | 39 198 |

| 2015   | 2016   | 2017   | 2018   | 2019   | 2020   | 2021   |
| ------ | ------ | ------ | ------ | ------ | ------ | ------ |
| 38 887 | 38 957 | 38 897 | 38 968 | 38 674 | 38 820 | 38 889 |

## Économie
La principale entreprise de la ville de Saïansk est la société OAO Saïanskhimplast (ОАО "Саянскхимпласт"), fondée en 1968, qui produit de la soude caustique, des résines de PVC et des produits chimiques ménagers.